# Marcus Hanikel
Marcus Hanikel (* 10. Mai 1983 in Wien) ist ein ehemaliger österreichischer Fußballspieler.

## Karriere
Marcus Hanikel erste Station als Fußballer war der Traditionsverein FC Stadlau in der Wiener Stadtliga, bei dem er zumindest in den Spielzeiten 1999/2000 und 2000/01 in der Herrenmannschaft spielte. 1999/2000 folgte der Aufstieg in die drittklassige Regionalliga Ost. Im Sommer 2001 wechselte er zur WSG Wattens und wurde mit dieser 2001/02 Vizemeister der Regionalliga West. In der Saison 2002/03 trat der Klub mit dem neu gegründeten FC Wacker Tirol als Spielgemeinschaft (SPG) auf und wurde wiederum Meister der Regionalliga West. Hanikel war jedoch nach dem Aufstieg in den Profifußball kaum noch zu Einsätzen gekommen und wechselte in der Winterpause 2003/04 zum FC Lustenau 07.
Im nachfolgenden Sommer ging es für ihn innerhalb der zweitklassigen Ersten Liga weiter zum SC Untersiebenbrunn. Ab der Saison 2005/06 spielte der Stürmer beim SV Mattersburg in der Bundesliga. Von 2007  bis 2011 war er beim FC Admira Wacker Mödling (zuvor beim Fusionsklub ASK Schwadorf) engagiert. Im Sommer 2011 wechselte er zum SV Grödig und ließ seine Karriere danach beim SV St. Margarethen (2012–2013), dem ASK Bad Vöslau (2013–2014) und dem FCM Traiskirchen (2014–2016) ausklingen. Im Herbst 2022 kehrte er noch einmal kurzzeitig in den Vereinsfußball zurück und absolvierte drei Ligaspiele für den SC Piesting in der achtklassigen 2. Klasse Steinfeld.

## Erfolge
- 1× Meister der zweitklassigen Erste Liga: 2010/11